# Pruniers
Pruniers é uma comuna francesa na região administrativa do Centro, no departamento Indre. Estende-se por uma área de 49,89 km². Em 2010 a comuna tinha 522 habitantes (densidade: 10,5 hab./km²).